# パービス・エリソン
パービス・エリソン（Pervis Ellison、1967年4月3日-  ）は、アメリカの元NBA選手である。
エリソンは、ルイビル大学でのプレーで「Never Nervous Pervis」と呼ばれていた。206cm、95kgで、彼は4年間センターとしてプレーした。新入生の年に、彼はルイビル大学を2回目の全国選手権に導き、最優秀選手に選ばれた。1944年にユタ州でアーニー・フェリンに続き、新入生がその栄誉を授与したのは2回目である。